# Das Vermächtnis der Wanderhure (Film)
Das Vermächtnis der Wanderhure ist ein deutscher Fernsehfilm aus dem Jahr 2012 und basiert auf dem gleichnamigen Roman von Iny Lorentz. Es ist die Verfilmung des dritten Teiles der Wanderhuren-Reihe und die Fortsetzung der Filme Die Wanderhure und Die Rache der Wanderhure.

## Handlung
Die Kaufmannstochter und ehemalige Wanderhure Marie lebt mit ihrem Mann Michel als geachtete Freifrau am Hof König Sigismunds. Sie erwartet ihr zweites Kind, als ihr Mann Michel von König Sigismund zum Ersten Ritter geschlagen wird. Michels Treueschwur verpflichtet ihn, dem König in den drohenden Krieg gegen die Tataren zu folgen. Schweren Gewissens lässt er Marie für die anstehende Geburt allein von Nürnberg nach Hohenstein reisen.
Während Marie wenig Verständnis für Michels Loyalität zum König zeigt, schmiedet Sigismunds machtgierige Mätresse Hulda von Hettenheim eine teuflische Intrige: Sie entführt Marie und nimmt ihren neugeborenen Sohn, um ihn dem König als ihr eigenes Kind und damit rechtmäßigen Thronerben zu präsentieren.
Während Sigismund kurz davor steht, gegen die Tataren in die Schlacht zu ziehen, hat sich Hulda längst mit dem Feind verbündet: Mit Hilfe von Andrej Grigorjewitsch, dem Ziehsohn des Tatarenfürsten Terbent Khan, will sie Sigismund stürzen und fortan als Königsmutter herrschen. Andrej entführt Marie und hält sie als Sklavin in seinem Harem gefangen.
Maries einziger Weg, die Verschwörung ihrer Rivalin Hulda zu vereiteln, ihren Sohn jemals lebend wiederzusehen und den Sturm der „Goldenen Horde“ auf Sigismunds geschwächte Armee zu verhindern, führt über Andrejs Gunst.

## Produktion
Schon Mitte Februar 2012 wurde bekannt, dass die Verfilmung des Romans Das Vermächtnis der Wanderhure in Planung sei. Am 21. Februar 2012 gab Sat.1 bekannt, dass der dritte Teil produziert werde. Die Hauptrolle der Marie Schärer wird wieder von Alexandra Neldel gespielt. Des Weiteren werden Bert Tischendorf, Götz Otto und Ill-Young Kim wieder in ihren Rollen als Michel Adler, König Sigismund und Marat zu sehen sein.
Außerdem wurde am 23. April 2012 bekannt, dass Das Vermächtnis der Wanderhure der letzte Teil der Wanderhuren-Reihe ist.

### Dreharbeiten
Gedreht wurde wieder in Tschechien und die Dreharbeiten fanden vom 24. April 2012 bis zum 19. Juni 2012 statt.

## Veröffentlichung

### Ausstrahlung
Die Erstausstrahlung erfolgte am 13. November 2012 auf Sat.1 und ORF eins.

### DVD-Veröffentlichung
Der Film wurde am 14. November 2012 auf DVD veröffentlicht. Die DVD ist mit einem Featurette als Bonusmaterial ausgestattet. Am selben Tag erschien auch Die Wanderhure Trilogie, die alle drei Filme beinhaltet, auf DVD und Blu-ray.

## Rezeption

### Einschaltquoten
Die Erstausstrahlung von Das Vermächtnis der Wanderhure am 13. November 2012 wurde in Deutschland insgesamt von 5,53 Millionen Zuschauern gesehen und erreichte einen Marktanteil von 18,4 % für Sat.1; in der Gruppe der 14- bis 49-jährigen Zuschauer konnten 2,14  Millionen Zuschauer entsprechend einem Marktanteil von ebenfalls 18,4 % erreicht werden.
In Österreich wurden 668.000 Zuschauer und damit 25 Prozent Marktanteil erzielt.
Die Kritiken zu dem letzten Teil der Wanderhure-Film-Trilogie waren überwiegend negativ.
Bild: „Das klägliche Finale der Wanderhure“ Bild; „Die Sprache der Darsteller und auch ihre Mimik wirkten oft sehr theatralisch, das Mittelalter schien klischeehaft dargestellt“;
Frankfurter Rundschau: „Reichlich Pferdegetrappel, noch mehr Rachegestöhne“ „Was für ein Tatarenschinken“ „Wie auch bei den anderen Teilen setzt das Epos auf die bizarre Mischung aus erotischen Primärreizen und ausschweifender Frauensolidarität.“